# بيئة الصومال

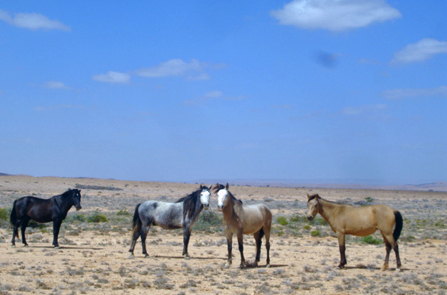
أحصنة عربية يشار إليها بالعامية بعبارة سوناري، تظهر هنا في السهول القاحلة لظهار، ماخر، الصومال.

يغطي الصومال مناخ حار شبه قاحل، حيث يتراوح المعدل السنوي لهطول الأمطار ما بين 10 و20 بوصة في حين لا تزيد مساحة الأراضي الصالحة للزراعة عن 2% من المساحة الإجمالية للصومال، وقد كان للحرب الأهلية في الصومال أسوأ الأثر على الغابات الاستوائية، إذ تم قطع العديد من الأشجار بغرض إنتاج الفحم النباتي مما أدى بالتبعية إلى مواجات متعاقبة من الجفاف. وعلى النقيض تماما كان نظام سياد بري قد أقر خطة واسعة النطاق لزراعة الأشجار على مستوى الجمهورية وذلك لوقف زحف الكثبان الرملية ومواجهة خطر التصحر. وانشئت أول منظمة بيئية في الصومال في عهد حكومة سياد بري تحت اسم "ECOTERRA Somalia" وتبعتها «الجمعية البيئية الصومالية» والتي ساعدت على نشر الوعي البيئي بين المواطنين كما قامت بتحريك البرامج البيئية في كافة القطاعات الحكومية وكذلك بين مؤسسات المجتمع المدني كما تم إنشاء «مركز بحث ومتابعة وإنقاذ الحياة البرية» عن طريق منظمة "ECOTERRA" العالمية في عام 1986، وقد أوتت هذه التوعية ثمارها عام 1989 حينما وافقت الأحزاب الحكومية كافة على توقيع الحكومة الصومالية على معاهدة «حظر الإتجار بالأنواع المهددة بالانقراض» (CITES) والتي حظرت للمرة الأولى الإتجار في عاج الأفيال. أعقب هذا تنظيم الناشطة البيئية والحائزة على جائزة جولدمان للبيئة (بالإنجليزية: Goldman Environmental Prize)‏ فاطمة جبريل لحملات قومية تهدف للتوعية البيئية انطلقت من مسقط رأسها بمدينة بوران حيث نظمت لجان أهلية لحماية الحياة البرية الساحلية والحياة البرية في الأراضي البكر التي لم يصل إليها الإنسان بعد، كما قامت بتدريب الشباب على العمل على نشر الوعي البيئي بخصوص الأضرار الناجمة عن الإفراط في إنتاج الفحم النباتي؛ علاوة على ذلك انضمت فاطمة جبريل لمعهد بوران للمناطق النائية والذي قام بتنظيم برنامج «قافلة الجمال» حيث قامت مجموعة من الشباب بالسير في الصحراء لمدة ثلاثة أسابيع على ظهر الجمال وإرشاد سكان تلك المناطق النائية على الاستخدام الأمثل للموارد الطبيعية الغير متجددة والخدمات الطبية والإدارة المثلى للثروة الحيوانية وكذلك محاضرات عن السلام.
ولطالما ناهضت فاطمة جبريل حرق الغابات من أجل إنتاج الفحم النباتي وكذلك قطع الأشجار وكل العوامل البشرية المضرة بالبيئة وقد أوتت حملات فاطمة جبريل ثمارها وذلك حين إعلانها الفائزة بأكبر الجوائز الممنوحة للنشطيين والمهتمين بالشؤون البيئية وهي جائزة جولدمان للبيئة من سان فرانسيسكو عام 2002. وقد أصبحت فاطمة جبريل الآن المدير التنفيذي لمؤسسة القرن الإفريقي للتنمية والإغاثة.
وفي أعقاب كارثة التسونامي التي ضربت شواطئ البلاد في ديسمبر من عام 2004 تصاعدت موجة الإدعائات التي تؤكد سماح السلطات بدفن بعض النفايات السامة بالقرب من السواحل الصومالية في أعقاب اندلاع الحرب الأهلية؛ حيث تؤكد الادعائات استخدام المياه الإقليمية الصومالية لدفن النفايات النووية والسامة الناتجة عن بعض الشركات الأوروبية والتي قامت بالانتشار في مياه المحيط الهندي بالتبعية في أعقاب كارثة التسونامي وما تبعها من اضطرابات في قاع المحيط. ومن جانبه قام الحزب الأوروبي الأخضر بنشر تلك الإدعائات أمام البرلمان الأوروبي في ستراسبورج عن طريق مستندات رسمية موقعة من جانب شركتين أوروبيتين إحداهما شركة إيطالية سويسرية مشتركة تدعى "Achair Partners" والأخرى من شركة إيطالية تدعى "Progresso" وتعمل في مجال التخلص من النفايات السامة والنووية من جانب وممثلي الرئيس الصومالي في ذلك الوقت «علي مهدي محمد» وتقضي بالسماح بدفن 10 ملايين طن من النفايات السامة في المياه الإقليمية الصومالية مقابل 80 مليون دولار أمريكي. ومن جهتها أظهرت التقارير الصادرة عن برنامج الأمم المتحدة للبيئة أن النفايات المدفونة قد تسببت في ارتفاع نسبة الإصابة بعدوى الجهاز التنفسي أكثر من المعدلات الطبيعية، كذلك الإصابة بقرح الفم والنزيف وإصابات غير عادية بالجلد بين صفوف سكان مدينتي «أوبية» و«بنادر» الساحليتين والمطلتين على المحيط الهندي وكلها إصابات تنتشر في المناطق التي تعرضت لكميات كبيرة من الإشعاع النووي. وأكد البرنامج البيئي للأمم المتحدة أن ما تمر به السواحل الصومالية الآن هو كارثة بيئية بكل المقاييس ولا تخص الصومال فحسب بل يمتد أثرها لتشمل الساحل الشرقي لإفريقيا بالكامل.